# Don't Stop the Party (canción de Pitbull)
«Don't Stop the Party» —en español: «Que no pare la fiesta»— es una canción del rapero estadounidense Pitbull en colaboración con el DJ y productor estadounidense TJR. Fue lanzado el 26 de octubre de 2012 como el tercer sencillo de su séptimo álbum de estudio Global Warming (2012). Está compuesta por Armando Pérez, Bigram Zayas, TJR y Frederick "Toots" Hibbert. La canción incluye la base de "Funky Vodka" de TJR que a su vez samplea a la canción de reggae "Funky Kingston" originalmente editada en 1973 por Toots and the Maytals.

## Video musical
El video fue dirigido por David Rosseau y rodado en Miami. En él muestra a Pitbull y al productor de la canción TJR a bordo de un yate y en una mansión repleto de mujeres en bikinis diminutas. Hace una aparición la actriz porno Kennedy Leigh.
Los canales televisivos del Reino Unido han decidido que algunas de las imágenes que aparecen en el video son demasiado explícitas para la audiencia y consideraron editar una versión censurada.

## Lista de canciones
| Descarga digital |                                    |          |  |
| N.º              | Título                             | Duración |  |
| 1.               | «Don't Stop the Party» (feat. TJR) | 3:26     |  |

| Descarga digital (Remixes) |                                                              |          |  |
| N.º                        | Título                                                       | Duración |  |
| 1.                         | «Don't Stop the Party» (Extended Mix)                        | 4:19     |  |
| 2.                         | «Don't Stop the Party» (Chuckie's Funky Vodka Remix)         | 5:36     |  |
| 3.                         | «Don't Stop the Party» (Steve Smart & Westfunk Extended Mix) | 4:15     |  |
| 4.                         | «Don't Stop the Party» (Jump Smokers Extended Mix)           | 4:43     |  |
| 5.                         | «Don't Stop the Party» (Beat Thrillerz Remix)                | 5:15     |  |

## Posicionamiento en listas y certificaciones
| Lista (2012–13)                       | Mejor posición |
| ------------------------------------- | -------------- |
| Alemania (Media Control AG)           | 23             |
| Australia (ARIA)                      | 15             |
| Austria (Ö3 Austria Top 40)           | 10             |
| Bélgica (Flandes) (Ultratop 50)       | 22             |
| Bélgica (Valonia) (Ultratop 50)       | 39             |
| Canadá (Canadian Hot 100)             | 9              |
| Colombia (National Report)            | 12             |
| República Checa (Rádio Top 100)       | 10             |
| Escocia (The Official Charts Company) | 9              |
| Eslovaquia (Rádio Top 100)            | 32             |
| España (Top 100 Canciones)            | 16             |
| Estados Unidos (Billboard Hot 100)    | 17             |
| Estados Unidos (Hot Dance Club Songs) | 22             |
| Estados Unidos (Pop Songs)            | 15             |
| Estados Unidos (Hot Rap Songs)        | 3              |
| Estados Unidos (Adult Pop Songs)      | 38             |
| Estados Unidos (Latin Pop Songs)      | 8              |
| Francia (SNEP)                        | 174            |
| Hungría (Rádiós Top 40)               | 22             |
| Hungría (Dance Top 40)                | 13             |
| Irlanda (IRMA)                        | 20             |
| Japón (Japan Hot 100)                 | 24             |
| México (Billboard)                    | 1              |
| Nueva Zelanda (Recorded Music NZ)     | 23             |
| Países Bajos (Mega Single Top 100)    | 85             |
| Reino Unido (UK Singles Chart)        | 7              |
| Suiza (Schweizer Hitparade)           | 59             |

| País           | Organismo certificador | Certificación    | Ventas    | Ref.   |
| -------------- | ---------------------- | ---------------- | --------- | ------ |
| Australia      | ARIA                   | Disco de Platino | 70 000    | [ 25 ] |
| Estados Unidos | RIAA                   | Disco de Platino | 1 000 000 | [ 26 ] |
| Canadá         | Music Canada           | Disco de Oro     | 40 000    | [ 27 ] |